# Siri Hustvedt
Siri Hustvedt (ur. 19 lutego 1955 w Northfield) – amerykańska powieściopisarka, poetka i eseistka pochodzenia norweskiego.

## Życiorys

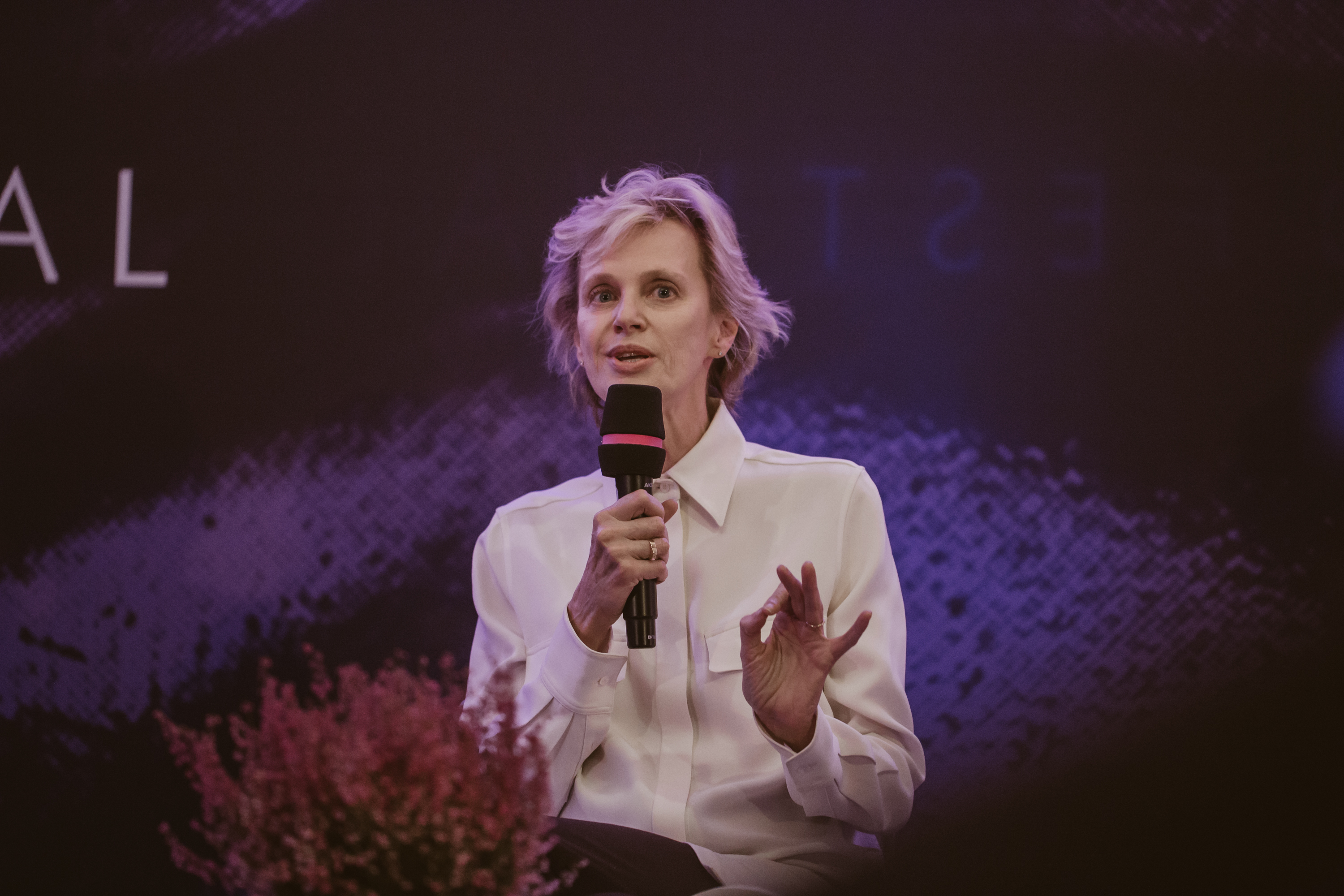
Siri Hustvedt podczas Festiwalu Conrada, Kraków, 28.10.2017 (Fot. Alicja Wróblewska dla Krakowskiego Biura Festiwalowego)

Hustvedt urodziła się w Stanach Zjednoczonych, uczęszczała do szkoły w Bergen. W 1977 otrzymała tytuł licencjata historii w Saint Olaf College. Studia kontynuowała na Uniwersytecie Columbia w Nowym Jorku. Jako poetka zadebiutowała na łamach The Paris Review. W 1982 roku nakładem Station Hill Press ukazał się jej debiutancki tomik poetycki, Reading to You. Cztery lata później Hustvedt uzyskała tytuł doktora nauk humanistycznych na Uniwersytecie Kolumbia w Nowym Jorku. Jej praca dyplomowa poświęcona była twórczości Charlesa Dickensa. Po ukończeniu pracy nad doktoratem Hustvedt zajęła się twórczością krytyczną, obejmującą głównie sztuki wizualne oraz literacką. Dwa opowiadania, które później stały się częścią jej debiutanckiej powieści Na oślep (1992), zostały opublikowane w zbiorze Best American Short Stories (1990, 1991).

## Twórczość
Autorka zbiorów poezji, esejów oraz powieści, w tym międzynarodowego bestselleru:Co kochałem (2003). Jej twórczość została przetłumaczona na ponad 30 języków.
Szerokie zainteresowania intelektualne autorki znajdują odzwierciedlenie zarówno w jej twórczości krytycznej, jak i literackiej. W swoich tekstach sięga do filozofii, historii sztuki, psychoanalizy i neurokognitywistyki. Eseje autorskie publikowane są w czasopismach literackich, akademickich i naukowych.
W 2012 roku otrzymała międzynarodową nagrodę fundacji Gabarron dla myśli i nauk humanistycznych. W roku 2014 otrzymała doktorat honoris causa Uniwersytetu w Oslo. W 2017 roku była gościem Festiwalu Conrada w Krakowie.
Jej powieść Świat w płomieniach (2014) zdobyła nagrodę Los Angeles Times Book Prize oraz znalazła się na liście utworów nominowanych do Nagrody Bookera. W maju 2019 została ogłoszona laureatką Nagrody Księżnej Asturii w dziedzinie literatury.

## Publikacje (powieści)
- The Blindfold (1992) – wyd. pol. Na oślep, 1999, tłum. Krzysztof Obłucki
- The Enchantment of Lily Dahl (1996) – wyd. pol. Oczarowanie Lily Dahl, 2000, tłum. Magdalena Słysz
- What I Loved (2003) – wyd. pol. Co kochałem, 2006, przeł. Renata Gorczyńska
- The Sorrows of an American (2008) – wyd. pol. Amerykańskie smutki, 2011, tłum. Wojsław Brydak
- The Summer Without Men (2011) – wyd. pol. Lato bez mężczyzn, 2014, tłum. Joanna Hryniewska
- The Blazing World (2014)  – wyd. pol. Świat w płomieniach, 2016, tłum. Jerzy Kozłowski
- Memories of the Future (2019) – wyd. pol. Wspomnienia przyszłości, 2021, tłum. Jerzy Kozłowski[13]